# Ruacodes
Ruacodes là một chi bướm đêm thuộc họ Noctuidae.

## Loài
- Ruacodes tela (Smith, 1900)